# الدنیز زینالوف
اِلدِنیز زِینالوف (ترکی آذربایجانی: Eldəniz Zeynalov; ۱ ژانویهٔ ۱۹۳۷ – ۵ نوامبر ۲۰۰۱) بازیگر تلویزیون، سینما و تئاتر اهل کشور جمهوری آذربایجان بود. وی که بین سال‌های ۱۹۶۳ تا ۲۰۰۱ میلادی فعالیت می‌کرد، بیشتر به خاطر اجرای نقش‌های کمدی شهرت داشت.